# Tổ quốc (báo)
Tổ quốc là cơ quan báo chí đối ngoại thuộc Bộ Văn hóa - Thông tin, nay là Bộ Văn hóa, Thể thao và Du lịch và cũng là một trong những tờ báo điện tử đầu tiên tại Việt Nam. Tiền thân của báo điện tử Tổ quốc là Trang tin điện tử của Bộ Văn hóa - Thông tin. Ngày 1 tháng 9 năm 2006, Báo điện tử Tổ Quốc được thành lập, theo Quyết định số 4049/QĐ-BVHTT của Bộ trưởng Bộ Văn hóa - Thông tin.
Hiện nay, Tổng biên tập của trang báo là Nguyễn Thị Hoàng Lan.

## Lịch sử
Ngày 1 tháng 9 năm 2006, Báo điện tử Tổ Quốc được thành lập, theo Quyết định số 4049/QĐ-BVHTT của Bộ trưởng Bộ Văn hóa - Thông tin trên cơ sở Trang tin điện tử Tổ Quốc của Bộ Văn hóa – Thông tin. Báo điện tử Tổ Quốc đã sớm gia nhập hàng ngũ những tờ báo điện tử đầu tiên của cả nước – Báo Tổ Quốc cũng được biết đến là một trong 10 tờ báo điện tử đầu tiên của Việt Nam được cấp phép hoạt động báo điện tử.
Sáng ngày 1 tháng 9 năm 2016, tại Hà Nội, Báo điện tử Tổ quốc tổ chức Lễ kỷ niệm 10 năm ngày thành lập và ra mắt giao diện mới. Tại đây, Bộ Văn hóa, Thể thao và Du lịch đã tặng Bằng khen cho các tập thể và cá nhân Báo điện tử Tổ quốc vì có thành tích xuất sắc trong công tác báo chí.

## Tổng Biên tập qua các thời kỳ
- Mai Linh (2006 - 2015)
- Nguyễn Thanh Liêm (2016 - 2020)
- Nguyễn Thị Hoàng Lan (2021 - nay)